# 唐橋ユミ
唐橋 ユミ（からはし ユミ、1974年〈昭和49年〉10月22日 - ）は、日本のフリーアナウンサー。元テレビユー福島契約アナウンサー。
三桂所属。城西国際大学非常勤講師。きたかた応援大使（喜多方市）、しゃくなげ大使（福島県）を委嘱されている。

## 来歴
福島県喜多方市出身。福島県立会津女子高等学校から、実践女子大学文学部英文学科を卒業した後、高橋圭三主宰の圭三塾へ。その後一旦地元に戻り、1998年10月にテレビユー福島に契約アナウンサーとして入社。朝の情報番組や夕方のニュースを担当した。2004年3月に5年間の契約が満了し退社、「福島県内の他の局にもいきづらいし、ならば東京に出てしまおう」と一念発起して30歳で再上京。三桂に所属して、在京キー局の番組に出演している。
ともにDJを務める作詞家・売野雅勇の誘いを受けて、売野プロデュースによる楽曲で自身が出演する『イチ押し 歌のパラダイス』（NHKラジオ第1）のエンディング曲「失くさないで、忘れないで」（作詞・売野雅勇、作曲・林哲司、編曲・船山基紀）を歌って2020年4月に歌手デビューした。
2023年春、映画監督の成瀬活雄と結婚。

## 人物

### 趣味・特技
- 大相撲観戦（魁皇のファン）、料理・洋服リメイクなど。近年ではゴルフに興じている。『プレバト!!』（毎日放送）では漢字の書き順の知識を披露[12]。
- 学生時代に4年間チアリーディング部にいた[13]。電車に乗る時はつり革にもポールにも一切触らない[13]。つり革いらずな立ち方をしているので電車が揺れても大丈夫[13]。部活に入っている時に人の肩の上など不安定な場所に立つ中で覚えた[13]。押されても動かないという[13]。

### 仕事でのエピソード
- レギュラー出演中の『サンデーモーニング』（TBSテレビ）では、手書きのフリップ、クレヨンで描いたイラスト、段ボールで作ったミニチュア模型など、全て自作の小道具を用いて、解説を行う[注釈 1]。
- トレードマークとなっている眼鏡は、元々視力が悪く当初はコンタクトレンズを使用して出演していたが、番組の打ち合わせ会議で眼鏡をかけているのを見た事務所の会長である関口宏が眼鏡のままテレビに出ることを提案し、2007年以降は眼鏡をかけて出演するようになった[1][7]。また、チェ・ジウと打ち合わせしていた時に「眼鏡の方が似合うよ」と言われたこともそのきっかけであるという[14]。
- 張本勲について、どんな言葉が飛び出すのか誰も知らないので、楽しみであり、ちょっと不安な気持ちも(笑い)と語っていた[15]。
- サンデーモーニングのスポーツコーナーが終わった後、エンディングまで控室でおにぎりやおやつを食べていた[16]。
- なお、酒に酔い関口のことを関口君と呼んでしまったことがある[17]。
- かつてのレギュラー番組『吉田照美 ソコダイジナトコ』（文化放送）ではアシスタントを務めると共に「ユミのどすこいデリバリー」のコーナー（金曜日）も担当し、番組内で放送しているミニドラマ「音楽喫茶 とまり木」では店の来客として様々な年代のキャラクターを演じていた。この他には、「1134カラパッチン」というフレーズでも知られていた[18]。
- 『開運!なんでも鑑定団』（テレビ東京）では、曽祖父が買ったとする松平定信の書を鑑定依頼した。評価額は自己申告よりも大幅ダウンしたものの、本物であった。
- 健康番組に出演していたことから友人たちにアドバイスができるようになったという。

## 家族
実家は清酒「会津ほまれ」などで知られるほまれ酒造の創業家。自身も広告などに出演することがある。
- 父 唐橋幸市郎 - ほまれ酒造会長（第四代社長）、会津喜多方商工会議所前会頭[19]福島県酒造協同組合元理事長[20]
- 兄 唐橋裕幸 - ほまれ酒造第五代社長
- 妹 唐橋宙子（ひろこ） - シンガー

## 出演

### 出演番組（テレビ）

#### 現在の出演
- サンデーモーニング（TBSテレビ、2004年10月 - ）
- 感動!大相撲がっぷり総見（BSフジ、不定期、毎場所前）

#### 過去の出演
レギュラー出演
- まるとく（テレビユー福島、1999年 - 2002年9月27日）
- ニュースの森ふくしま（テレビユー福島、2002年9月30日 - 2003年3月5日）
- 広告の番組（テレビ東京、2011年11月5日 - 2012年3月31日）
- ここが聞きたい!名医にQ（NHK教育、2011年4月9日 - 2013年3月）
- ヒットの秘密（テレビ東京、2012年4月15日 - 2014年9月28日）
- S -最後の警官-（TBSテレビ、2014年1月 - 3月） - フリーアナウンサー役（不定期出演）
- バイキング（フジテレビ、2014年4月2日 - 2015年3月25日、4月29日（VTRにゲスト出演））
- コロッケ千夜一夜（BS日テレ、2013年4月5日 - 2015年9月25日）
- センニュウ★感（テレビ東京、2014年10月6日 - 2016年3月27日）
- ツキギメ! 知らなきゃよかったニュースNight（関西テレビ、2014年10月6日 - 27日）
- 所さんのニッポンの出番!（TBSテレビ、2015年） - コーナー「外国人の主張 これがニッポンのいいトコロ」司会
- ほぼほぼ〜真夜中のツギクルモノ探し〜（テレビ東京、2016年4月5日 - 2017年4月1日）
- 新shock感（テレビ東京、2017年4月8日 - 2021年3月27日）

単発出演ほか
- 桜蘭高校ホスト部 第2話（TBSテレビ、2011年7月29日） - 女医 役
- 辛坊・宮根のワケあり!?ジャパン（読売テレビ、2011年11月20日・27日） - パネリスト
- 秘密のケンミンSHOW（読売テレビ、2012年3月8日）
- ATARU（TBSテレビ、2012年）加藤美穂 役
- 関口宏の風に吹かれて 第3回 「日本を支える大田区の町工場」（BS-TBS、2012年10月16日）
- 今夜くらべてみました（日本テレビ、2013年1月15日）
- ごきげんよう（フジテレビ、2014年2月4日 - 6日） - ゲスト
- まさかのタメ年トークバラエティー!ビックラコイタ箱（中京テレビ、2014年5月） - 相川七瀬、五月女ケイ子とゲスト出演
- 有吉反省会（日本テレビ、2016年2月20日）
- 開運!なんでも鑑定団（テレビ東京、2017年2月7日）
- 裏磐梯五色沼 中村征夫 神秘の水中世界を撮る（NHK BSプレミアム、2017年4月12日） - 語り

### 出演番組（ラジオ）

#### 現在の出演
- NOEVIR Color of Life（エフエム東京、2016年4月2日 - ）毎週土曜
- 木田裕士・唐橋ユミ ジパングの黄金（文化放送、2022年9月26日 - ）毎週月曜

#### 過去の出演
レギュラー出演
- 吉田照美 ソコダイジナトコ（文化放送、2008年9月29日 - 2013年3月29日、2012年3月29日までは、月～金の出演。2012年4月4日より、水～金の出演）
- ドコモ団塊倶楽部（文化放送、2013年4月6日 - 2015年3月28日）共演:弘兼憲史
- 語りの劇場 グッとライフ（NHKラジオ第1放送、2013年4月 - 2017年3月13日）隔週月曜

単発出演ほか
- 高田純次・河合美智子の東京パラダイス（文化放送、2009年12月19日） - ゲスト出演
- くにまるワイド ごぜんさま〜（文化放送、2010年1月1日） - スペシャルコメンティストとして出演した。
- 有馬隼人とらじおと山瀬まみと（TBSラジオ、2019年5月24日）山瀬まみのピンチヒッター。TBSラジオ初出演（本人談）。
- イチ押し 歌のパラダイス（NHKラジオ第1放送、2019年4月 - 2022年4月2日）毎週水曜 - DJ

### 舞台
- SmokeCompany vol.1「夏の終わりに」（2011年8月31日、笹塚ファクトリー）日替わりゲスト

### 映画
- ロバマン（2019年）

### CM
- ケーヨーデイツー（2013年4月 - 2016年3月）
- 養命酒（2016年10月 - 2017年3月）

### その他
- 東日本大震災追悼復興祈念式（2014年）[22] - 司会
- ふくしまコンサート「復興のひびき」（2014年）[22] - 司会
- 諸橋近代美術館「サルバドール・ダリの世界展」 - 音声ガイド
- 上杉隆の全英オープンゴルフ勝手に実況中継（ニコニコ生放送、2012年7月22日）

## 作品
- 失くさないで、忘れないで (NHKラジオ第1『イチ押し 歌のパラダイス』エンディングテーマ、2020年4月1日 - )[8]

## 著書

### フォトエッセイ
- わたしの空気のつくりかた 出すぎず、引きすぎず、現場を輝かせる仕事術（2014年10月15日、徳間書店）[23]

### 連載
- 東京新聞／「言いたい放談」 隔週日曜連載
- 週刊ゴルフダイジェスト 「唐橋ユミのイノセントトーク このスタンスでよろしいでしょうか」 隔週連載